# James Hirschfeld

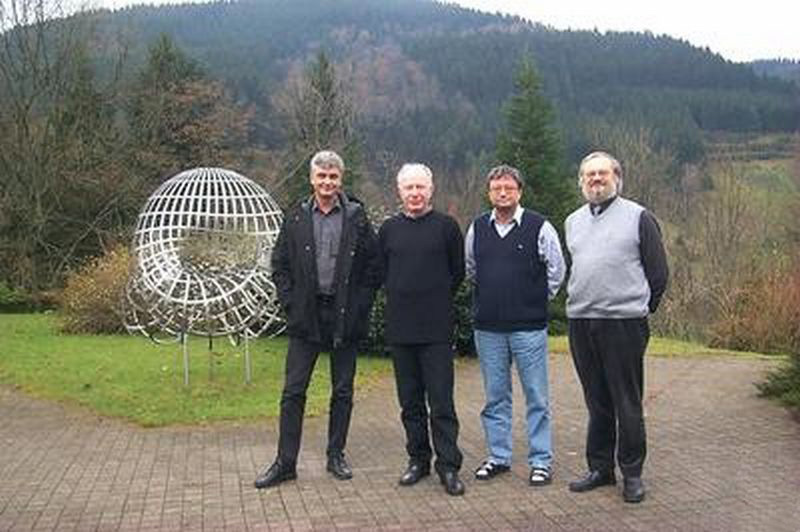
James Hirschfeld (2. von links) in Oberwolfach 2001

James William Peter Hirschfeld (* 1940) ist ein britischer Mathematiker, der sich mit kombinatorischer Geometrie und Geometrie über endlichen Körpern befasst.
Hirschfeld studierte an der University of Sydney mit dem Masterabschluss 1962 und wurde 1966 an der University of Edinburgh bei William Leonard Edge promoviert (The geometry of cubic surfaces, and Grace’s extension of the double-six, over finite fields).  Er ist Professor an der University of Sussex.
Er befasst sich mit endlichen Geometrien, besonders projektiven Geometrien über endlichen Körpern, und verfasste dazu drei Monographien.
2014 erhielt er die Euler-Medaille.

## Schriften (Auswahl)
- Projective geometries over finite fields, Oxford University Press 1979, 2. Auflage, Oxford, Clarendon Press 1998
- Finite projective spaces of three dimensions, Oxford University Press 1986
- mit Joseph Thas: General Galois geometries, Oxford University Press 1991
- mit Gábor Korchmáros, F. Torres: Algebraic curves over a finite field, Princeton University Press, 2008